# Lago Leopoldo
Leopoldo (även känd som Autana) är en insjö som ligger i delstaten Amazonas i Venezuela i den västligaste delen av regionen Guyanas högland (koordinater 4°57'57" N 67°29'08" W). Den är cirka 320 m lång, upp till 240 m bred och upp till 20 m djupt. Vattennivån anges med 384 m över havet, men kan ha minskat de senaste åren. Sjön är uppkallad efter expeditionen från 1953 där den tidigare belgiska kungen Leopold III deltog. Expeditionen gick längs floderna Sipapo, Autana och Umaj-Ajé som ligger nära sjön men det är oklart om själva sjön besöktes.